# Friedrich Blass
Friedrich Wilhelm Blass (Osnabrück, 22 gennaio 1843 – Halle, 5 marzo 1907) è stato un filologo classico e grecista tedesco.

## Biografia
Dopo avere studiato a Gottinga e a Bonn dal 1860 al 1863, insegnò in varie scuole superiori ed all'Università di Königsberg. Nel 1876 fu nominato professore straordinario di filologia classica all'Università di Kiel, dove divenne professore ordinario nel 1881; nel 1892 si trasferì ad Halle, dove in seguito morì.
Viaggiò molto in Inghilterra, dove aveva stretti contatti con importanti studiosi britannici. Nel 1892 ricevette una laurea honoris causa dall'Università di Dublino.
Blass è conosciuto principalmente per i suoi studi sull'oratoria greca: le sue opere più importanti furono Die Attische Beredsamkeit von Alexander bis auf Augustus (1865) e Die attische Beredsamkeit (1868-1880; seconda edizione, 1887-1898); curò le edizioni per la Bibliotheca Teubneriana delle opere di Andocide (1880), Iperide (1881, 1894), Demostene (edizione di Dindorf, 1885), Isocrate (1886), Dinarco (1888), Demostene (edizione di Rehdantz, 1893), Eschine (1896), Licurgo (1902); Die Rhythmen der attischen Kunstprosa (1901), Die Rhythmen der asianischen und römischen Kunstprosa (1905). Pubblicò anche un'edizione ampliata della Grammatica greca di Raphael Kühner (1890-1904).
Tra le sue opere vi fu anche un'edizione di Eudosso di Cnido (1887), della Costituzione degli Ateniesi (quarta edizione, 1903) e di Bacchilide (terza edizione, 1904). Scrisse anche la Grammatik des neutestamentlichen Griechisch (1902), Hermeneuisik und Kritik and Paläographie, Buchwesen, und Handschriftenkunde (1891, primo volume dell'Handbuch der klassischen Altertumswissenschaft di Iwan von Müller), Über die Aussprache des Griechischen (1888), Die Interpolationen in der Odyssee (1904), alcuni contributi per la Sammlung der griechischen Dialektinschriften di Hermann Collitz e curò edizioni di alcuni testi del Nuovo Testamento (Vangeli e Atti degli Apostoli). Il suo ultimo lavoro fu un'edizione delle Coefore di Eschilo (1906).